# Hugh Crossley, 4.º Barão Somerleyton
Hugh Francis Savile Crossley, 4.º Barão Somerleyton (27 de Setembro de 1971) é um responsável de restauração britânico e proprietário de hotel.

## Primeiros anos e família

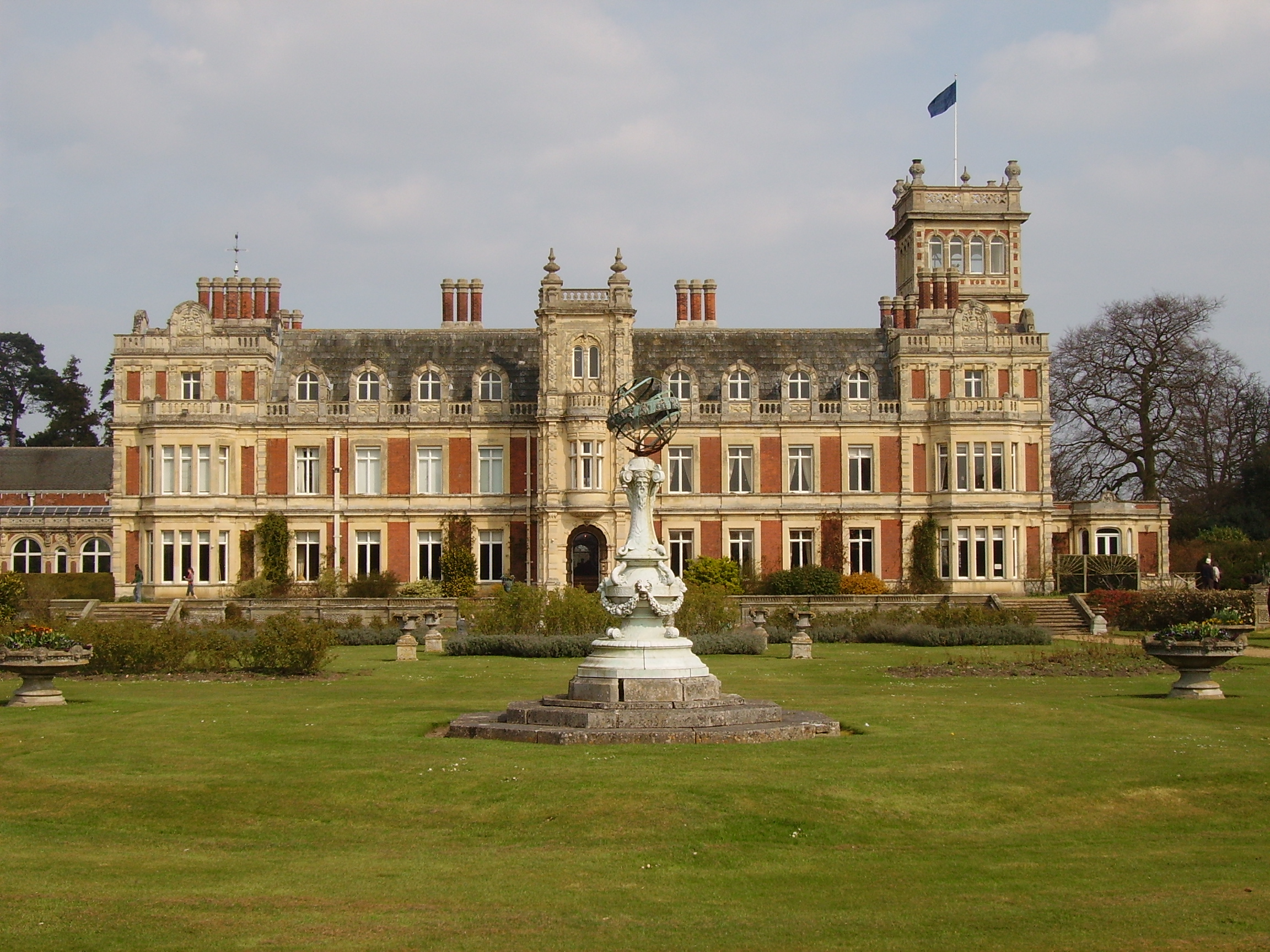
Somerleyton Hall

Hugh Francis Savile Crossley nasceu a 27 Setembro 1971, quarta criança e único filho de William Crossley, terceiro barão Somerleyton (1928–2012) e a sua esposa, Belinda Maris Loyd. As irmãs incluem: A Exma. Dona Isabel Alicia Claire Crossley (nascida em 1964), Camilla Mary Lara Somerleyton (nascida em 1967), Alicia Phyllis Belinda Somerleyton (nascida em 1969) e Louisa Bridget Vivien Somerleyton (nascida em 1974).
Cresceu na casa de família Somerleyton Hall em Lowestoft, Suffolk. É neto de Francis Savile Crossley, 2º Barão de Somerleyton (1889–1959) e bisneto de Savile Crossley, 1 ° Barão de Somerleyton (1857–1935), um político sindical liberal que serviu como Paymaster General de 1902 a 1905.
De 1983 a 1984, serviu como Segundo Pagem de Honra da Rainha Elizabeth II.
O lorde Somerleyton foi educado na Eton College e na antiga Anglia Polytechnic University, atual Universidade de Anglia Ruskin.

### Pariato
Em 2012, Somerleyton herdou o título de Barão de Somerleyton, após a morte de seu pai.

## Carreira
Ele desenvolveu um negócio na indústria do entretenimento, trazendo inicialmente o Eastern Haze Festival para Somerleyton Hall.

## Vida pessoal
Em maio de 2008, Somerleyton foi descrito como o namorado de Jecca Craig, uma socialite queniana e ex-namorada do príncipe William do País de Gales. No ano seguinte 2009, casou-se com Lara Bailey, com quem tem três filhos.